# Rudolf Gabrel
Rudolf Gabrel (* 20. Augustjul. / 1. September 1871greg. in der Gemeinde Küti; † 20. Juli 1940) war ein estnischer Jurist, Politiker und Richter.

## Frühe Jahre
Rudolf Georg Gabrel wurde als Sohn von Adam Gabrel (auch Gabriel, 1829–1903) und dessen Ehefrau Mari (geb. Saar, 1832–1921) in der wierländischen Gemeinde Küti (deutsch Kurküll) im Kirchspiel Viru-Jaagupi (deutsch St. Jakob) geboren.
Er besuchte von 1882 bis 1886 die Schule in Rakvere (deutsch Wesenberg), anschließend wechselte er auf das Gymnasium nach Tartu (deutsch Dorpat). Zunächst besuchte er 1887/1888 das Hugo-Treffner-Gymnasium, anschließend von 1889 bis 1892 das Krongymnasium. Vom Herbst 1882 bis 1884 studierte er Rechtswissenschaft an der Kaiserlichen Universität Dorpat. Von 1884 bis 1886 setzte er sein juristisches Studium an der Universität Moskau fort.

## Jurist
Von 1897 bis 1902 war Gabrel im juristischen Anwärterdienst des Kreisgerichts der livländischen Hauptstadt Riga beschäftigt. Von 1903 bis 1918 war er als Notar in Võru (deutsch Werro) tätig. 1917 wurde er zusätzlich Mitglied der Landkreisverwaltung von Võru.
In der neugegründeten Republik Estland war Gabrel 1920/21 zunächst Sekretär der Zivilkammer des Estnischen Staatsgerichtshofs (Riigikohus). 1921/22 war er geschäftsführender Richter am Friedensgericht von Tartu-Võru, 1922/23 Mitglied des Estnischen Berufungsgerichts (Kohtupalat) in Tallinn (deutsch Reval).

## Gerichtsminister
Vom 12. Oktober 1923 bis zum 15. Dezember 1925 war Rudolf Gabrel Gerichtsminister der Republik Estland in den kurzlebigen estnischen Regierungen Päts II, Akel und Jaakson. Vom 20. Februar bis zum 27. März 1924 war er außerdem geschäftsführend Bildungsminister in den Kabinetten Päts II und Akel. Er gehörte der konservativ-nationalliberalen Estnischen Volkspartei (Eesti Rahvaerakond) an.

## Richter am Staatsgerichtshof
Nach seinem Ausscheiden aus der Regierung war Gabrel von 1925 bis 1933 Vorsitzender des Friedensgerichts von Tartu-Võru. 1933 wurde er Mitglied des Estnischen Staatsgerichtshofs (Riigikohus) in Tallinn. 1938 schied er auf eigenen Wunsch aus gesundheitlichen Gründen aus dem Richterkollegium des Staatsgerichtshofs aus.

## Letzte Jahre
Rudolf Gabrel starb im Juli 1940 im Alter von 68 Jahren, wenige Tage nach der sowjetischen Besetzung Estlands. Er wurde auf dem Friedhof Rahumäe von Tallinn beigesetzt.